# Benicio del Toro
Benicio Monserrate Rafael del Toro Sánchez (San Juan, 19. veljače 1967.),  portorikanski glumac i filmski producent, dobitnik Oscara.

## Životopis

### Rani život
Del Toro je rođen u San Juanu (u gradskoj četvrti Santurce), Portoriko; njegovi roditelji, Gustavo Adolfo del Toro Bermudez i Fausta Sanchez Rivera, bili su odvjetnici. Ima starijeg brata, Gustava, koji je pedijatrijski onkolog. Odgojen je kao  katolik te je pohađao rimokatoličku školu u Miramaru u San Juanu. Kad mu je bilo devet godina, majka mu je umrla od hepatitisa. Kad mu je bilo trinaest, otac je preselio dva sina u Mercersburg, Pennsylvania, gdje se del Toro upisao na Mercesburg Academy. Tamo je proveo adoloscentske dane i srednju školu.
Nakon mature je slijedio očev savjet i upisao ekonomiju na Kalifornijskom sveučilištu u San Diegu. Uspjeh na izbornom predmetu, drami, ohrabrio ga je da odustane od studija i uči sa slavnim učiteljima glume Stellom Adler i Arthurom Mendozom u Los Angelesu, kao i u glumačkoj školi u New Yorku.

### Karijera
Del Toro krajem osamdesetih pojavljivao u manjim ulogama na televiziji, igrajući uglavnom nasilnike i dilere droge u serijama kao što su Poroci Miamija i NBC-jeva miniserija, Drug Wars: The Camarena Story. Nastupio je u manjoj cameo ulozi u  Madonninom spotu iz 1987. "La Isla Bonita". Filmski debi ostvario je s Big Top Pee-wee i  007 filmu Dozvola za ubojstvo, u kojem je 21-godišnji del Toro nastupio kao najmlađi glumac koji je glumio negativca u filmovima o Bondu. Iako su oba filma smatrana komercijalnim razočaranjima, del Toro se nastavio pojavljivati u filmovima kao što su Indian Runner (1991.), Mjesec od porculana (1991.), Kristofor Kolumbo: Otkriće (1992.), Money for Nothing (1993.), Lice straha (1993.) i Osveta na hollywoodski način (1994.).
Karijera mu je dobila zamah ulogom u filmu Privedite osumnjičene iz 1995., gdje je glumio mumljajućeg i duhovitog Freda Fenstera. Uloga mu je donijela Nagradu Independent Spirit za najboljeg sporednog glumca i predstavila ga kao karakternog glumca. To mu je donijelo nekoliko jačih uloga u nezavisnim i studijskim filmovima, uključujući ulogu Gasparea u  Pogrebu (1996.)  Abela Ferrare i drugu uzastopnu Nagradu Independent Spirit za sporednog glumca za ulogu Bennyja Dalmaua u  Basquiatu (1996.) koji je režirao njegov prijatelj, umjetnik Julian Schnabel. U visokobudžetnom trileru  Obožavatelj je nastupio s  Robertom De Nirom, a glumio je Juana Prima, karizmatičnu  meksičku bejzbolsku zvijezdu.
Za Strah i prezir u Las Vegasu, adaptaciju slavne knjige Huntera S. Thompsona, nabio je oko 18 kilograma kako bi glumio Dr. Gonza (ili Oscar Zeta Acosta), Thompsonova odvjetnika. Del Torova izvedba je podijelila kritiku i publiku. Iako je del Toro u intervjuima rekao kako je ovo bila jedna od njegovih lošijih uloga u karijeri, nadrealistički film  Terryja Gilliama je tijekom godina stekao kultni status. Vrativši se sa samovoljne dvogodišnje stanke nakon Straha i prezira, del Toro se 2000. vratio s četiri izvedbe u četiri mainstream filma. Prvi je bio  Ubiti je lako, kriminalistička priča na kojoj je opet radio sa scenaristom filma Privedite osumnjičene Christopherom McQuarriejem. Nekoliko mjeseci poslije, našao se među prvoklasnom glumačkom postavom u Trafficu  Stevena Soderbergha, kompleksnom seciranju sjevernoameričkih narko-ratova. Kao Javier Rodriguez - meksički granični policajac koji pokušava ostati pošten među korupcijom i prijevarama ilegalne prodaje droge - del Toro, koji je većinu rečenica govorio na  španjolskom, dao je takvu izvedbu koja je dominirala filmom i donijela mu prvi Oscar za najboljeg sporednog glumca.
Njegova hvaljena uloga odnijela je sve veće nagrade kritike 2001., kao i Zlatni globus i Nagradu Udruženja filmskih glumaca za najboljeg glumca. Osim priznanja kritike, Traffic je postigao veliki komercijalni uspjeh, što je del Toru prvi put u karijeri donijelo pravi hollywoodski honorar. Dok se Traffic još prikazivao u kinima, još dva del Torova filma su objavljena krajem 2000. i početkom 2001. Imao je manju ulogu kradljivca dijamanata Franky Četiri Prsta u komediji  Guya Ritchieja Zdrpi i briši, dok je u  Zakletva  Seana Penna glumio retardiranog  Indijanca.
Sva ova pozornost donijela mu je status seks simbola. Časopis People ga je uvrstio na popis 50 najljepših ljudi na svijetu. Dok mu je izgled donio usporedbe s  Marlonom Brandom i  Jamesom Deanom, u šali je nazivan "španjolskim  Bradom Pittom". 2003. se pojavio u dva filma: u Lovini, s  Tommyjem Lee Jonesom, i drami 21 gram, sa Seanom Pennom i Naomi Watts. Za tu ulogu je ponovno nominiran za Oscara za najboljeg sporednog glumca.
Posljednje uloge ostvario je u filmskoj adaptaciji crtanog romana  Franka Millera  Sin City, koju je režirao Robert Rodriguez, i Things We Lost in the Fire, engleskom debiju proslavljene  danske redateljice Susanne Bier.

### Oscar
Del Toro je 2001. postao četvrti dobitnik Oscara za ulogu lika koji većinom govori na stranom jeziku (većina njegovih dijaloga bila je na španjolskom). Sophia Loren, Robert De Niro i Roberto Benigni su ostalih troje. Osim toga, del Toro je i treći portorikanski glumac koji je osvojio Oscara. Drugih dvoje su Jose Ferrer i Rita Moreno. Dodjela na kojoj je osvojio nagradu bila je prva u kojoj su dva glumca rođena u Portoriku bila nominirana u istoj kategoriji (drugi je bio Joaquin Phoenix za ulogu u Gladijatoru).

## Filmografija
| Godina | Naslov                       | Uloga                           | Bilješke                                                                         |
| ------ | ---------------------------- | ------------------------------- | -------------------------------------------------------------------------------- |
| 1988.  | Big Top Pee-wee              | Duke                            |                                                                                  |
| 1989.  | Dozvola za ubojstvo          | Dario                           |                                                                                  |
| 1991.  | The Indian Runner            | Miguel                          |                                                                                  |
| 1992.  | Kristofor Kolumbo: Otkriće   | Alvaro Harana                   | s Marlonom Brandom                                                               |
| 1993.  | Lice straha                  | Manny Rodrigo                   |                                                                                  |
| 1993.  | Huevos de oro                | Bob, prijatelj iz Miamija       |                                                                                  |
| 1993.  | Money for Nothing            | Dino Palladino                  |                                                                                  |
| 1994.  | Osveta na hollywoodski način | Rex                             |                                                                                  |
| 1994.  | Mjesec od poruculana         | Lamar Dickey                    |                                                                                  |
| 1995.  | Privedite osumnjičene        | Fred Finster                    |                                                                                  |
| 1996.  | Pogreb                       | Gaspare                         |                                                                                  |
| 1996.  | Obožavatelj                  | Juan Primo                      |                                                                                  |
| 1996.  | Cannes Man                   | On sam                          |                                                                                  |
| 1996.  | Basquiat                     | Benny Dalmau                    |                                                                                  |
| 1996.  | Vožnja bez povratka          | Detektiv Lopez                  |                                                                                  |
| 1997.  | Gnjavatorica                 | Vincent Roche                   |                                                                                  |
| 1998.  | Strah i prezir u Las Vegasu  | Dr. Gonzo ili Oscar Zeta Acosta |                                                                                  |
| 2000.  | Traffic                      | Javier Rodriguez                | Oscar za najboljeg sporednog glumca                                              |
| 2000.  | Ubiti je lako                | Longbaugh                       |                                                                                  |
| 2000.  | Zdrpi i briši                | Franky 'Četiri Prsta'           |                                                                                  |
| 2000.  | Kruh i ruže                  | On sam                          | cameo                                                                            |
| 2001.  | Zakletva                     | Toby Jay Wadenah                |                                                                                  |
| 2003.  | 21 gram                      | Jack Jordan                     | nominacija za Oscar za najboljeg sporednog glumca                                |
| 2003.  | Lovina                       | Aaron Hallam                    |                                                                                  |
| 2005.  | Sin City                     | Jack Rafferty                   |                                                                                  |
| 2007.  | Things We Lost in the Fire   | Jerry Sunborne                  |                                                                                  |
| 2008.  | Guerilla; The Argentine      | Che Guevara                     | Nagrada Filmskog fstivala u Cannesu za najboljeg glumca Goya za najboljeg glumca |

## Nagrade
| Godina | Nagrada                                   | Nominacija                               | Film                  |
| ------ | ----------------------------------------- | ---------------------------------------- | --------------------- |
| 1995.  | Nagrada Independent Spirit                | Najbolji sporedni glumac                 | Privedite osumnjičene |
| 1996.  | Nagrada Independent Spirit                | Najbolji sporedni glumac                 | Basquiat              |
| 2000.  | Oscar                                     | Najbolji sporedni glumac                 | Traffic               |
| 2000.  | Berlinski filmski festival                | Srebrni medvjed za najboljeg glumca      | Traffic               |
| 2000.  | BAFTA                                     | Najbolji sporedni glumac                 | Traffic               |
| 2000.  | Udruženje filmskih kritičara Chicaga      | Najbolji sporedni glumac                 | Traffic               |
| 2000.  | Zlatni globus                             | Najbolji sporedni glumac                 | Traffic               |
| 2000.  | Nacionalno društvo filmskih kritičara     | Najbolji sporedni glumac                 | Traffic               |
| 2000.  | Udruženje newyorških filmskih kritičara   | Najbolji sporedni glumac                 | Traffic               |
| 2000.  | Udruženja filmskih glumaca                | Najbolji glumac                          | Traffic               |
| 2000.  | Udruženje filmskih kritičara Toronta      | Najbolji glumac                          | Traffic               |
| 2003.  | Oscar                                     | Nominacija za najboljeg sporednog glumca | 21 gram               |
| 2003.  | Udruženje filmskih kritičara Chicaga      | Nominacija za najboljeg sporednog glumca | 21 gram               |
| 2003.  | Udruženje filmskih kritičara Los Angelesa | Najbolji sporedni glumac                 | 21 gram               |
| 2003.  | Udruženje filmskih glumaca                | Nominacija za najboljeg sporednog glumca | 21 gram               |

## Vanjske poveznice
- Benicio Del Toro u internetskoj bazi filmova IMDb-u (engl.)

- Benicio Del Toro Zone - Službena stranica
- All About Benicio - Biografija  Arhivirana inačica izvorne stranice od 23. listopada 2007. (Wayback Machine)
- Benicio Del Toro - Fotogalerija  Arhivirana inačica izvorne stranice od 17. svibnja 2007. (Wayback Machine)
- Benicio Del Toro - Video: Declaration of Independence Performance
- The World of Benicio del Toro - Fan site